# 542. Grenadier-Division
Die 542. Grenadier-Division war eine deutsche Infanteriedivision im Zweiten Weltkrieg.

## Geschichte

### Aufstellung
Die Division wurde am 7. Juli 1944 auf dem Truppenübungsplatz Stablack in Ostpreußen aufgestellt. 

### Auflösung durch Umbenennung
Am 12. August 1944 wurde die Division dann in 542. Infanterie-Division umbenannt. 

## 542. Volksgrenadier-Division

### Aufstellung durch Umbenennung
Am 9. Oktober 1944 erhielt die Division die endgültige Bezeichnung 542. Volksgrenadier-Division. 

### Verlegung an die Ostfront
Die Division kämpfte an der Narewfront.

### Kapitulation
Der Verband geriet im April 1945 auf der Halbinsel Hela in Westpreußen in sowjetische Kriegsgefangenschaft.